# Маммея
Маммея (лат. Mammea) — род цветковых вечнозелёных растений семейства Калофилловые (Calophyllaceae).
Один вид встречается в Вест-Индии и тропических районах Америки; один вид в тропических районах Африки; остальные виды произрастают на Мадагаскаре и в Индомалайской области и на тропических островах Тихого океана.
Наиболее известный вид — Маммея американская (Mammea americana), известная также как «американский абрикос» и «антильский абрикос». Это дерево высотой до 20 м со съедобными плодами, оранжевая мякоть которых по вкусу напоминает абрикос.

## Виды
По информации базы данных The Plant List (2013), род включает 17 видов:
- Mammea africana Sabine
- Mammea americana L. typus[2] — Маммея американская
- Mammea angustifolia Planch. & Triana
- Mammea bongo (R.Vig. & Humbert) Kosterm.
- Mammea eugenioides Planch. & Triana
- Mammea glaucifolia (H.Perrier) Kosterm.
- Mammea immansueta D'Arcy
- Mammea megaphylla (J.-F.Leroy) P.F.Stevens
- Mammea novoguineensis (Kan. & Hat.) Kosterm.
- Mammea odorata Kosterm.
- Mammea pseudoprotorhus (H.Perrier) P.F.Stevens
- Mammea punctata (H.Perrier) P.F.Stevens
- Mammea sanguinea (Jum. & H.Perrier) Kosterm.
- Mammea sessiliflora (Poir.) Planch. & Triana
- Mammea touriga (C.T.White & W.D.Francis) L.S.Sm.
- Mammea usambarensis Verdc.
- Mammea yunnanensis (H.L.Li) Kosterm.

Ещё более 30 видовых названий этого рода имеют в The Plant List (2013) статус unresolved name, то есть относительно этих названий нельзя однозначно сказать, следует ли их использовать как названия самостоятельных видов — либо их следует свести в синонимику других таксонов.